# غذاء ملكي

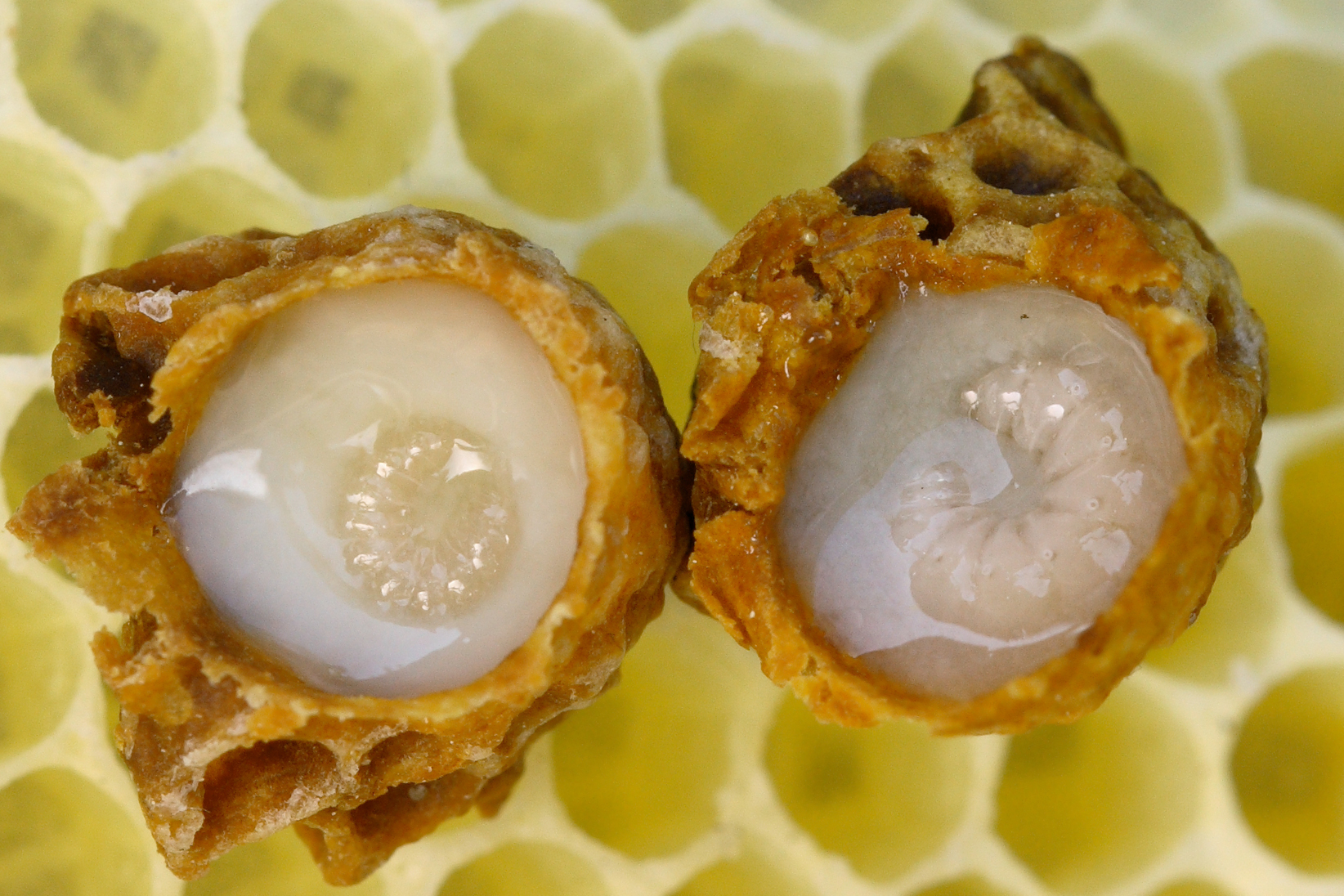
نمو يرقات الملكة محاطة بالغذاء الملكي

غذاء ملكات النحل أو الغذاء الملكي أو الهلام الملكي هو يعتبر غذاء مغذ فعال وسريع الهضم وله تأثير على النمو والتكاثر. ولكن يوجد فيه أضرار معروفة طبيا على جسم الإنسان، وهذه الأضرار قد تسبب مضاعفات مزعجة وخطيرة، ولا ينصح بتناوله بغير استشارة طبية، والغذاء الملكي مادة هلامية لونها يميل إلى البياض ولزجة وتفرز من الغدد البلعومية لعاملات النحل. وعندما يمتزج عسل النحل مع حبوب اللقاح ويتم تكريرها داخل جسم النحلة ينتج عن ذلك الهلام الملكي، وتحتوي هذه المادة على جميع أنواع فيتامين ب المركب ومنها حمض البانتوثنيك Pantothenic acid وفيتامين ب 5، وفيتامين ب 6 ويعتبر الغذاء الملكي المصدر الطبيعي الوحيد للأسيتيل كولين النقي، كما يحتوي الهلام الملكي على معادن وإنزيمات وهرمونات وثمانية عشر حمضاً أمينيناً ومكونات مضادة للبكتريا ومضادة للحيوية وقليل من فيتامين ج ولكن لا يحتوي على الفيتامينات التي تذوب في الدهون: أ، د، ه.
كما إنه يمنع تكون التجاعيد في الجلد ويؤخر أعراض أمراض الشيخوخة والاضطرابات النفسية.
غذاء ملكات النحل يتم تسويقه بشكل واسع على أنه مكمل غذائي ويعتبر من ضمن الطب البديل الذي يندرج تحت العلاج بالنحل ومشتقاته علاج بالنحل. تعتبر الهيئة الأوروبية لسلامة الأغذية EFSA و إدارة الأدوية والأغذية الأمريكية FDA أنه لا يوجد أدلة وبراهين تدعم وجود فوائد صحية لهذا المنتج، ولم تشجعا على بيع واستهلاك الغذاء الملكي. في الولايات المتحدة، قامت إدارة الأدوية والأغذية الأمريكية بعمل اجراءات قانونية ضد الشركات التي تدعي بدون أي دليل عن الفوائد الصحية للغذاء الملكي كي تقوم بتسويقه. هناك أيضاً حالات مسجلة من تفاعلات حساسية مثل القشعريرة والربو والحساسية المفرطة بسبب استهلاك الغذاء الملكي.

## لمحة عامة
الغذاء الملكي غني بالعناصر الضرورية للحياة مثل الأحماض الأمينية والفيتامينات وخاصة مجموعة فيتامين بي المركب والمعادن والهرمونات والسكريات والدهون بالإضافة لوجود 3% من المواد غير المعروفة وغير القابلة للتحليل، وتنتجه عاملات النحل الصغيرة السن بعمر من 2 إلى 4 أسابيع من غدد خاصة تسمى الغدد البلعومية الموجودة في الرأس، وهو عبارة عن مادة هلامية بيضاء اللون ذات مذاق حامضي يتأثر بالظروف البيئية وبعد فترة يتغير لونه إلى الأصفر المبيض، وتتغذى يرقات الملكات طوال فترة الطور اليرقي على الغذاء الملكي أما يرقات الذكور والشغالات فإنها تتغذى به فقط خلال الثلاثة أيام الأولى من طورها اليرقي وبعد ذلك تتغذى على خبز النحل المكون من العسل وحبوب الطلع.
إن كمية الغذاء الملكي تكون أكبر ما يمكن في اليوم الرابع والخامس من عمر اليرقة أما وزنها فيزداد حتى اليوم الثامن، وإن وزن بيضة النحل يبلغ 1ر0 ملغ، وعند الفقس يبلغ وزن اليرقة حوالي 15ر0 ملغ، ويصبح وزن اليرقة الملكية في نهاية الطور اليرقي (أي بعد ستة أيام) 300 ملغ، أي بزيادة وزن حوالي 2000 مرة، ووزن يرقة الذكر تصبح حوالي 250 ملغ، بزيادة 1700 مرة، ووزن يرقة الشغالة حوالي 140 ملغ بزيادة حوالي 1000 مرة.
إن وزن اليرقات وقصر طول الفترة الزمنية جعل الكثير من الباحثين يقومون بدراسة هذة المادة وإنتاجها وعرضها في المؤتمرات العلمية الدولية المهتمة بالمنتجات النباتية والنحلية، وتقدم أبحاثا كثيرة عن الغذاء الملكي والعكبر والعسل، حيث يوجد تحاليل كثيرة للغذاء الملكي تختلف من باحث لآخر ومن مكان لآخر اختلافاً حسب مصادر الغذاء الملكي الذي أخذته شغالات النحل كغذاء لها لإنتاج الغذاء الملكي فالشغالات لاتستطيع إنتاج الغذاء الملكي ما لم تتوفر كمية كافية من حبوب الطلع والعسل بالطائفة المنتجة.
يتكون الغذاء الملكي من 66% رطوبة، و4ر12% بروتيناً، و5ر5% دهون ليبيدات، و5ر12% مواد كربوهيدراتية سكرية، و82ر0% أملاحا معدنية، و8ر2% مواد أخرى.
وينتج الغذاء الملكي أيضاً من الشرانق الملكية ولكن الكمية المنتجة تكون عادة قليلة ولا تكفي الحاجة والطلب اليها، لذلك اتجهت بعض الشركات أو المؤسسات لإنتاجها بشكل اقتصادي عن طريق نقل اليرقات الملكية بطرائق صناعية.

## كيفية إنتاجه
إن عملية إنتاج الغذاء الملكي تعتبر مرحلة من مراحل تربية الملكات بشكل صناعي مكثف وتمر بعدة خطوات، هي تحضير أدوات نقل اليرقات الصغيرة السن من أقراص اليرقات إلى كؤوس شمعية بلاستيكية وتحضير الكؤوس الشمعية وخلايا قوية لإنتاج البيض الذي سيكون مصدراً لليرقات التي سنأخذها وتحضير مواد وأدوات التغذية المكثفة لطوائف التربية المختلفة إضافة لغرفة مناسبة قريبة من المنحل حرارتها 25 درجة مئوية ورطوبة بنسبة حوالي 75 إلى 80 بالمئة وطاولة لتثبيت إطار الحضنة الذي سنأخذ منه اليرقات ومصدر ضوئي يسمح برؤية ما بداخل الإطار.
وبعد مضي من 3 إلى 4 أيام من نقل اليرقات ترفع الإطارات التي بها الكوؤس الشمعية الحاوية على الغذاء واليرقات الملكية وتؤخذ إلى غرفة العمل وهناك يتم استبعاد اليرقات وجمع الغذاء الملكي من هذه الكؤوس وترفع الشرانق الملكية ويوضع للطائفة دفعة جديدة من إطارات بها كؤوس شمعية تحوي اليرقات الملكية وهكذا يتم كل 3 ٌلى 4 أيام نقل يرقات وأخذ شرانق مليئة بالغذاء الملكي.
ويقوم عمال مهرة في غرفة التطعيم بنزع اليرقات الملكية من الكؤوس بملقط صغير أو بإبرة التطعيم، ويتم جمع الغذاء الملكي بملعقة صغيرة مصنوعة من الخشب أو المعدن غير قابل للصدأ، وقد تكون مصنعة من البلاستيك الطبي، وفي المناحل الكبيرة يتم سحب الغذاء الملكي عن طريق جهاز الشفط الكهربائي، ويجمع في عبوات زجاجية ذات سعات مختلفة من 100 إلى 500 غرام لونها غامق كي لايتأثر المنتج بالضوء، ويتم حفظه بالبراد.